# Naturschutzgebiete auf den Komoren
Naturschutzgebiete auf den Komoren nehmen laut IUCN 10,15 Prozent der Land- und 0,02 Prozent der Meeresfläche ein.

## Schutzgebiete
| Name                                                                       | Größe (km²) | Proklamation | Besonderheiten                                                 | Nationaler Status               | IUCN-Kategorie    | Lage                             |
| -------------------------------------------------------------------------- | ----------- | ------------ | -------------------------------------------------------------- | ------------------------------- | ----------------- | -------------------------------- |
| Halbinsel von Bimbini Quartier Bimbini                                     | 14,0        | 2006         | Küstenzone mit Mangrovenbewuchs, Sandstränden und Korallenriff | vorgesehenes Meeresschutzgebiet |                   | 12° 11′ 31,7″ S, 44° 14′ 2,9″ O  |
| Cœlacanthe-Zone / Zone du cœlacanthe Bucht der Delfine / Baie des Dauphins | k. A.       | 2006         | Meeresküste mit Korallenriff                                   | vorgesehenes Meeresschutzgebiet |                   | 11° 51′ 51″ S, 43° 22′ 49,6″ O   |
| Dziani-Boudouni-See                                                        | 0,3         | 1995         | Ramsar-Gebiet                                                  |                                 |                   | 12° 22′ 42,9″ S, 43° 50′ 53,9″ O |
| Karthala                                                                   | 130,0       | 2006         | Ramsar-Gebiet                                                  |                                 |                   | 11° 45′ 0″ S, 43° 22′ 48″ O      |
| Karthala-Waldgebiet Forêt de Karthala                                      | 267,9       | 2006         | Region um den Vulkan Karthala                                  | Waldschutzgebiet                |                   | 11° 45′ 0″ S, 43° 22′ 48″ O      |
| Parc marin de Mohéli                                                       | 37,25       | 2001         |                                                                | Meeresschutzgebiet              | II (Nationalpark) | 12° 24′ 52,2″ S, 43° 41′ 42,7″ O |
| Parc du Mont Ntringui (Mont Ntringui)                                      | 38,31       | 2006         | Ramsar-Gebiet                                                  | vorgesehenes Waldschutzgebiet   |                   | 12° 10′ 49,6″ S, 44° 24′ 59,3″ O |